# Capilla de Achango
La Capilla de Achango es una iglesia católica ubicada en el paraje homónimo, al norte de la localidad de Las Flores, en el extremo sureste del departamento Iglesia, al noroeste de la provincia de San Juan, casi en el centro oeste de Argentina.
Fue construida por los jesuitas en 1655, sin embargo el edificio actual es de 1787. Sus paredes son de barro tienen casi un metro de espesor y están revocadas con abono de cabra y tierra amasada. El piso -de tierra- está cubierto por alfombras tejidas al telar. Esta Capilla se fundó bajo la advocación de Virgen del Carmen y en su interior aún se conserva una antigua estatua de ella, traída desde Cuzco, por Chile. Dicha estatua consta con cabello natural, una corona de plata y el cuerpo (un maniquí pintado al óleo) vestido con enaguas almidonadas y un manto.

La Capilla de Achango fue declarada Monumento Histórico Nacional por su gran riqueza histórica y cultural. Se encuentra en lo alto de una loma y a su alrededor se ubica un pequeño caserío que circunda la capilla. Las casas también son de adobe y a pocos metros se encuentra el cementerio, que se distingue por su trabajada puerta de hierro y por la disposición de las tumbas sobre la tierra. El circuito se completa con la proximidad de los viejos corrales y de los álamos, higueras y árboles frutales que cubren el monte cercano.
30°17′22″S 69°11′52″O / -30.289444, -69.197778